# Genista acanthoclada
Espèce
Genista acanthoclada est une espèce de plantes à fleurs de la famille des Fabaceae, originaire de l'est de l'Europe et du Moyen-Orient.

## Description
C'est un buisson pérenne à fleurs jaunes.

## Répartition et habitat
Cette espèce est originaire du sud-est de l'Europe (Grèce, Crète) et du Moyen-orient (Liban, Syrie, Turquie).

## Liste des sous-espèces
Selon Catalogue of Life (4 avr. 2012) :
- sous-espèce Genista acanthoclada subsp. acanthoclada
- sous-espèce Genista acanthoclada subsp. echinus